# Paya Rabo Lhok
Paya Rabo Lhok is een bestuurslaag in het regentschap Aceh Utara van de provincie Atjeh, Indonesië. Paya Rabo Lhok telt 951 inwoners (volkstelling 2010).